# 奥托·巴里奇
奥托·巴里奇（1932年6月19日—2020年12月13日），克罗地亚足球运动员、教练。他曾带领克罗地亚国家队参加2004年欧洲足球锦标赛，结果队伍止步小组赛阶段。